# Odessa (Teksas)
Odessa – miasto w Stanach Zjednoczonych, w zachodniej części stanu Teksas, na południowym krańcu wyżyny Llano Estacado. Siedziba hrabstwa Ector. Niewielka część miasta znajduje się w hrabstwie Midland. Według spisu w 2020 roku liczy 114,4 tys. mieszkańców, co czyniło je 28. co do wielkości miastem Teksasu. Znajduje się 20 km na zachód od Midland.
W mieście rozwinął się przemysł petrochemiczny oraz maszynowy.
Miejsce to zostało prawdopodobnie nazwane w 1881 roku przez pochodzących z Rosji budowniczych kolei, którzy zauważyli podobieństwo regionu preriowego do stepów w ich ojczyźnie – Odessie.

## Historia
Odessa została założona w 1881 roku jako przystanek wodny i punkt załadunku bydła. Pierwszy urząd pocztowy został otwarty w 1885 roku. Odessa stała się siedzibą hrabstwa Ector w 1891 roku, kiedy hrabstwo zostało po raz pierwszy zorganizowane. Została włączona jako miasto w 1927 roku, po odkryciu ropy naftowej w hrabstwie Ector na ranczu Connell na południowy zachód od Odessy.
Mówi się, że Odessa została nazwana na cześć Odessy na Ukrainie (historycznie pisanej jako Odessa) ze względu na podobieństwo lokalnej prerii do stepowego krajobrazu Ukrainy.
W 1925 r. populacja wynosiła zaledwie 750 osób, a w 1929 r. wzrosła do 5000. Przez resztę XX wieku populacja i gospodarka miasta gwałtownie rosły podczas każdego z kolejnych boomów naftowych (mniej więcej w latach 1930–1950, 1970 i 2010), często z towarzyszącymi im spadkami podczas następujących po nich kryzysów (szczególnie w latach 1960. i 1980.).

## Demografia
Struktura rasowa: (2021): Latynosi – 60,7%, biali nielatynoscy – 30,1%, czarni lub Afroamerykanie – 6,5%, Azjaci – 1,8% i rdzenna ludność Ameryki – 0,9%. 

## Ludzie urodzeni w Odessie
- Chris Kyle (1974–2013) – żołnierz, snajper
- Raymond Benson (ur. 1955) – pisarz
- Karan Ashley (ur. 1975) – aktorka
- Toby Stevenson (ur. 1976) – tyczkarz, wicemistrz olimpijski

## Galeria

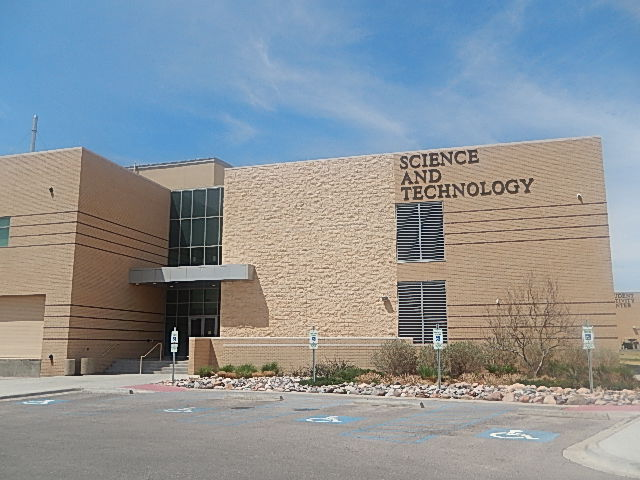
Uniwersytecki budynek naukowo-technologiczny
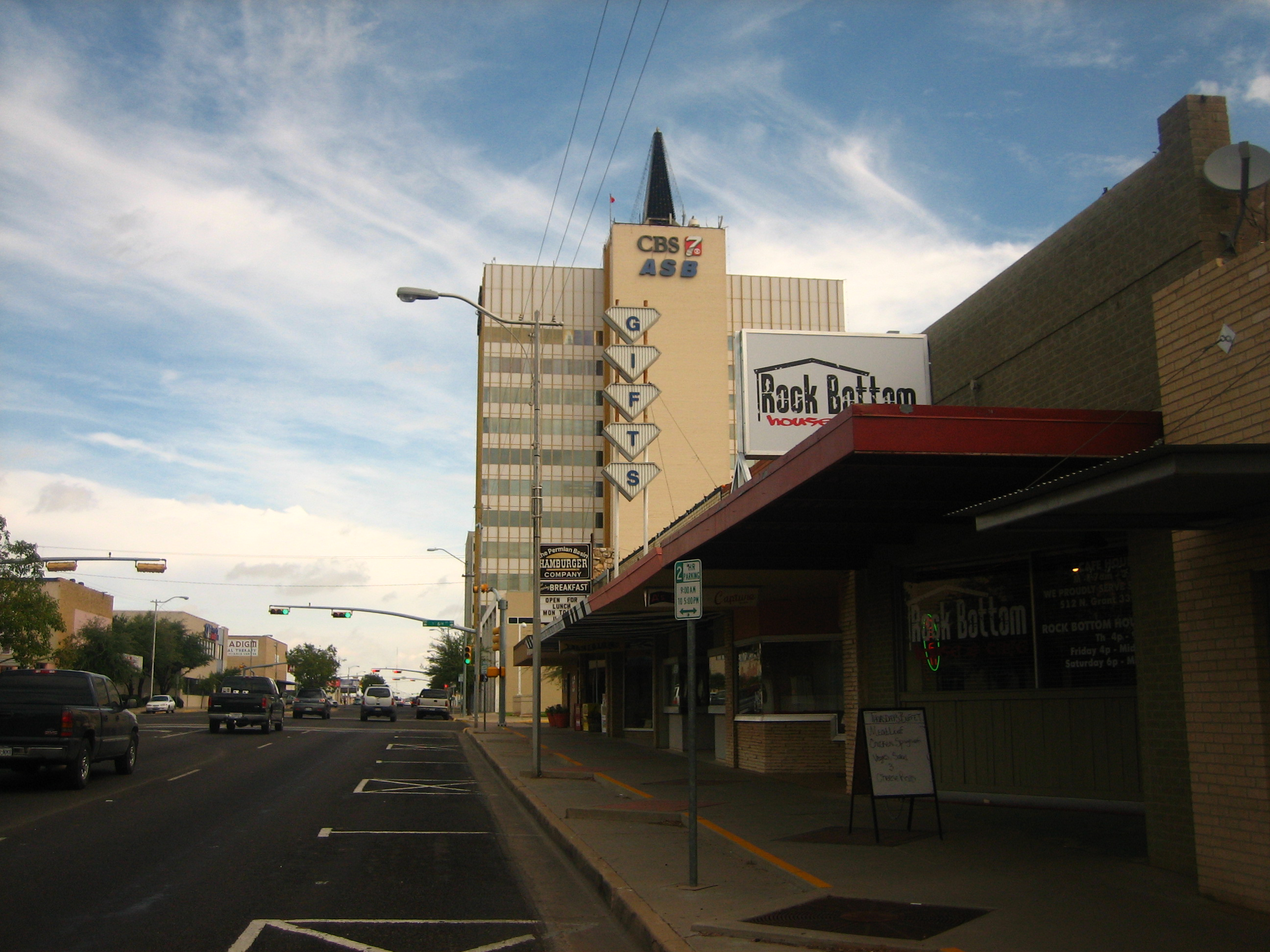
Bank
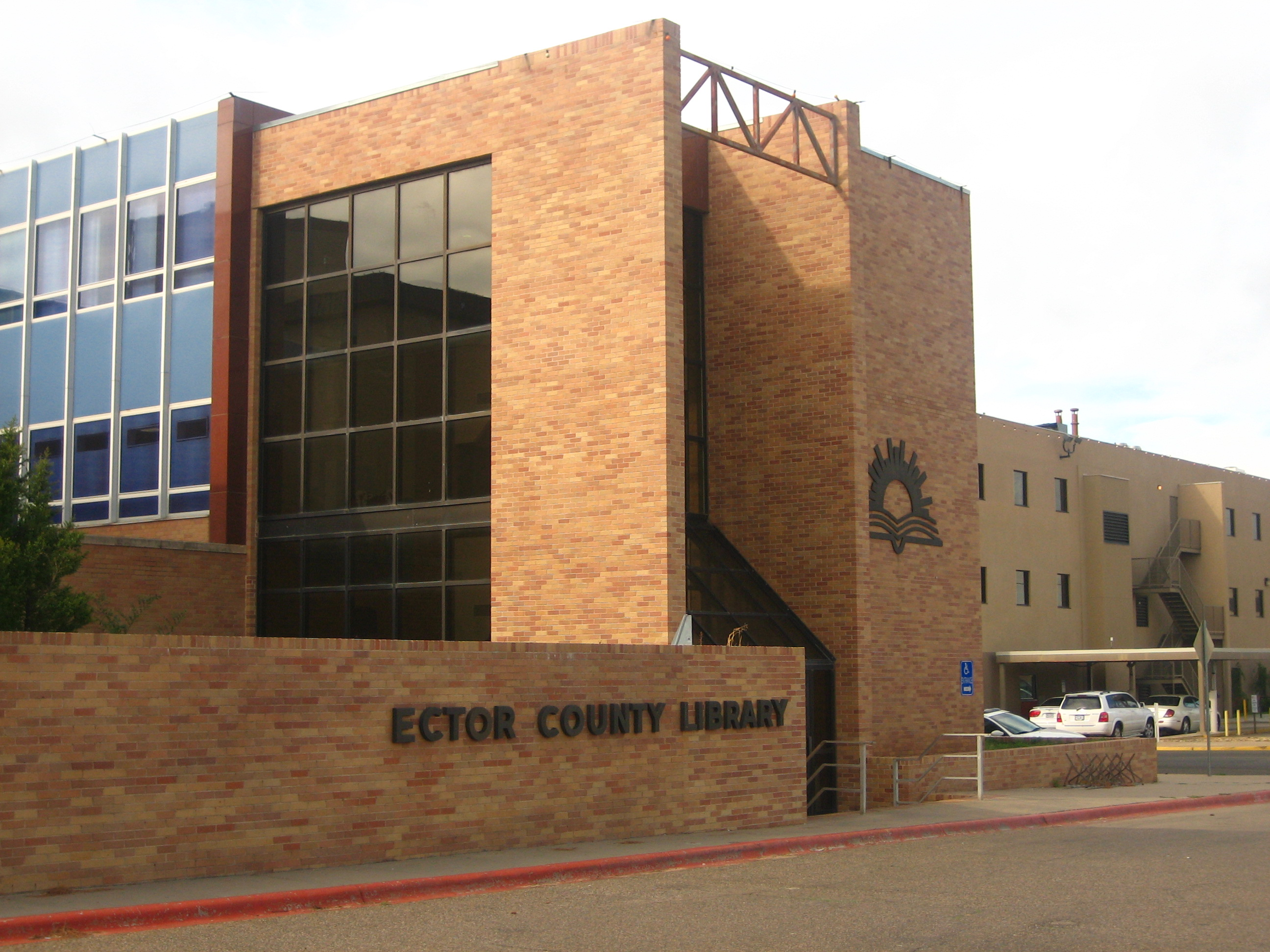
Biblioteka
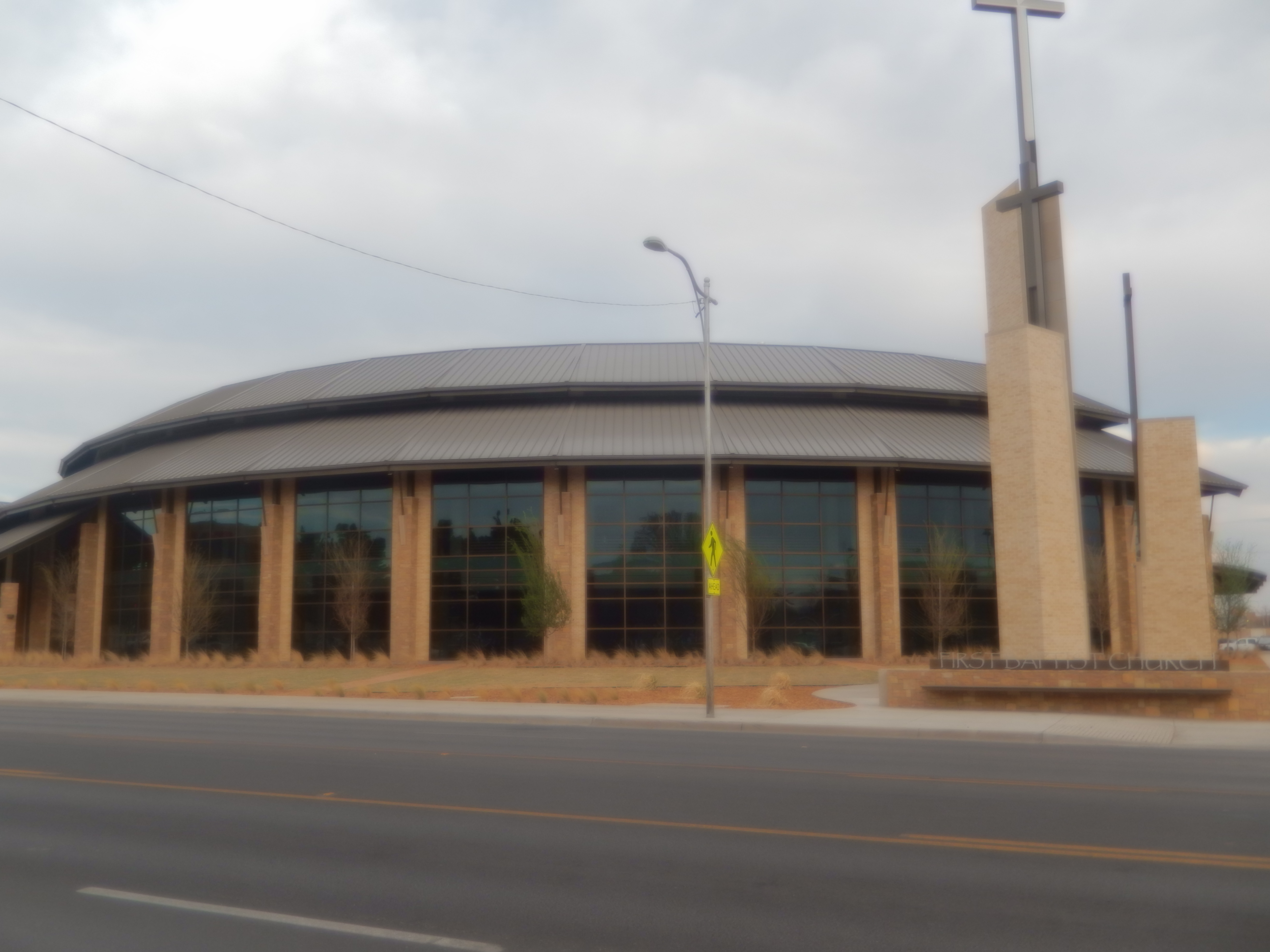
Pierwszy Kościół Baptystów
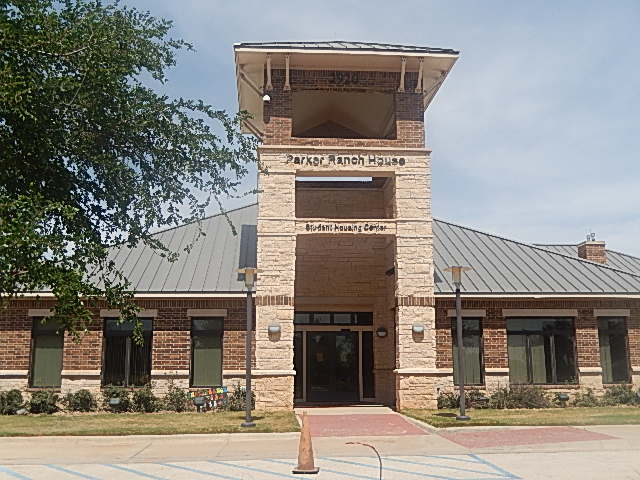
Parker Ranch House